# Tortoreta de Namaqua

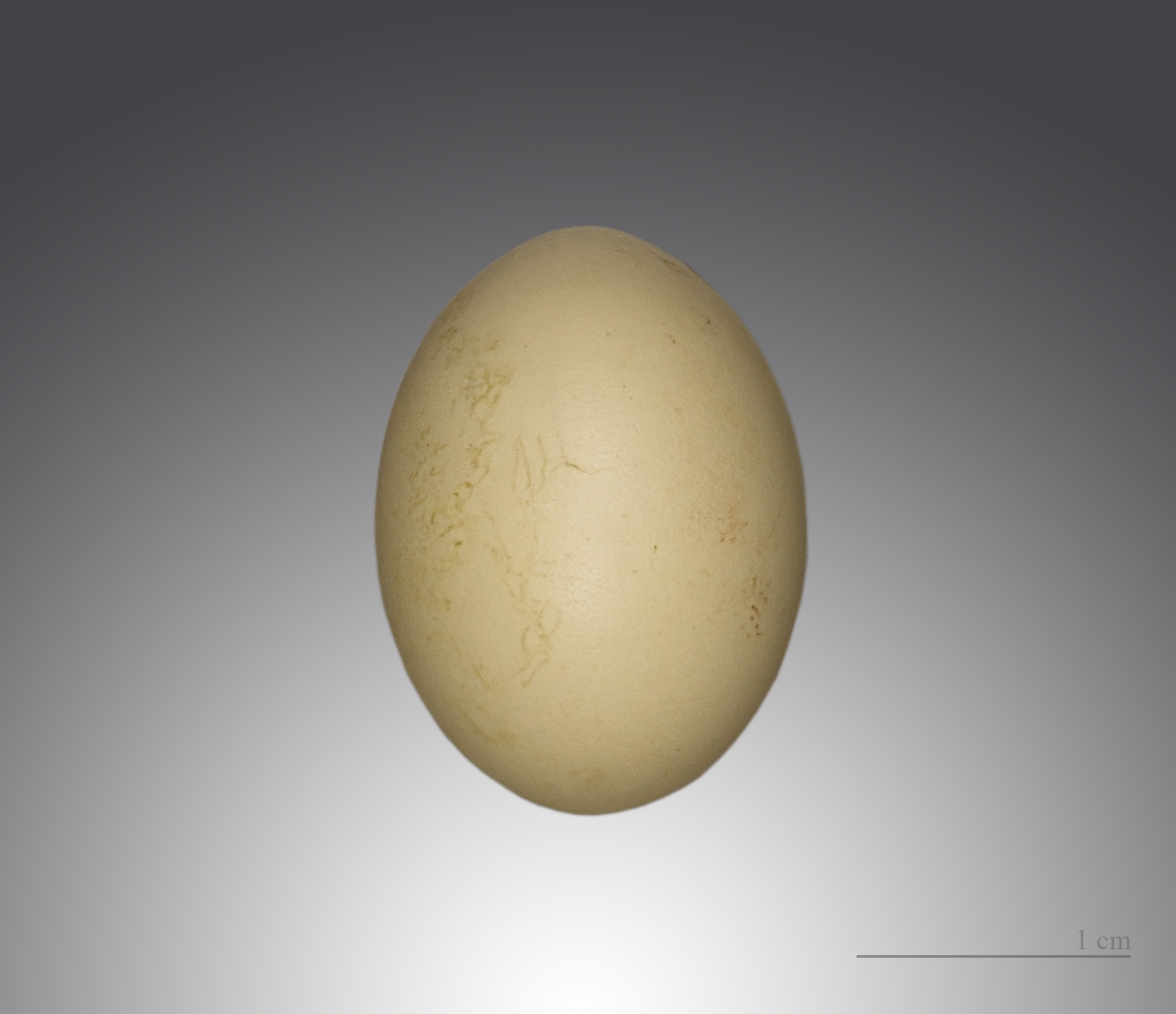
Ou

La tortoreta cuallarga,tortoreta de Namaqua o tórtora del Cap (Oena capensis) és una espècie d'ocell de la família dels colúmbids (Columbidae) que habita zones àrides obertes, terres de conreu i pobles de l'Àfrica subsahariana, des de Mauritània, sud d'Algèria, Mali, Níger i Txad, cap a l'est fins a Etiòpia, Somàlia i Aràbia. Cap al sud, a Madagascar i el sud de Sud-àfrica. Fan migracions intra-africanes. És l'única espècie del gènere Oena.